# تورلو كونفيري
تورلو كونفيري (بالإنجليزية: Turlough Convery؛ مواليد 18 مارس 1991) هو مُمثل أيرلندي. اشتهر بدوره بير في الموسم الثالث من مسلسل قتل إيف على قناة بي بي سي ثري، ودور ليام في My Mad Fat Diary، ودور آرثر باركر في مسلسل أي تي في Sanditon. تزوج كونفيري بشريكته فرانسيسكا منذ عام 2018.

## وصلات خارجية
- تورلو كونفيري على موقع IMDb (الإنجليزية)
- تورلو كونفيري على موقع قاعدة بيانات الفيلم (الإنجليزية)